# Чебич, Сузана
Сузана Чебич (серб. Сузана Ћебић / Suzana Ćebić, р. 9 ноября 1984, Белград, СФРЮ) — сербская волейболистка, либеро. Чемпионка Европы 2011.

## Клубная карьера
- 1998—2005:  Црнокоса (Косьерич)
- 2005—2008: / Единство (Ужице)
- 2008—2009:  Тенерифе Маричаль (Санта-Крус-де-Тенерифе)
- 2009—2010:  Метал (Галац)
- 2010—2012:  Тюринген (Зуль)
- 2012—2013:  Рабита (Баку)
- 2013—2014:  Локомотив (Баку)
- 2014—2015:  Тырговиште
- 2015:  Бэйцзин Байк Моторс (Пекин)
- 2016—2017:  Тырговиште
- 2017—2018:  Букурешть (Бухарест)
- 2018—2019:  Альба-Блаж (Блаж).

## Достижения

### Клубные
- серебряный призёр чемпионата Сербии и Черногории 2006.
- серебряный призёр чемпионата Сербии 2007.
- обладатель Суперкубка Испании 2008.
- 3-кратная чемпионка Румынии — 2010, 2018, 2019;
  - серебряный призёр чемпионата Румынии 2015.
- 3-кратная победительница розыгрышей Кубка Румынии — 2016, 2018, 2019.
- обладательница Суперкубка Румынии 2016.
- бронзовый призёр чемпионата Германии 2011.
- серебряный призёр розыгрыша Кубка Германии 2011.
- чемпионка Азербайджана 2013.

- серебряный призёр клубного чемпионата мира 2012.

### Со сборными
- бронзовый призёр чемпионата мира 2006.
- серебряный призёр розыгрыша Кубка мира 2015.
- двукратный бронзовый призёр Мирового Гран-при — 2011, 2013.
- чемпионка Европы 2011;
- серебряный (2007) и бронзовый (2015) призёр чемпионатов Европы.
- двукратный победитель розыгрышей Евролиги — 2010, 2011;
  - бронзовый призёр Евролиги 2012.

### Индивидуальные
- 2011: лучшая либеро чемпионата Европы
- 2013: лучшая принимающая чемпионата Европы